# Logseq
Logseq (Лоґсек) — структурний редактор з відкритим початковим кодом для запису нотаток, створення персональних баз знань (другого мозку). Дозволяє зберігати та шукати інформацію, створювати анотації для PDF, керувати завданнями, списками справ, вставляти HTML сторінки, організовувати посилання між інформаційними елементами тощо. Logseq зберігає дані у локальній теці у текстових файлах Markdown та Emacs Org-mode.
Logseq залучив початковий капітал у розмірі 4,1 млн доларів на чолі з генеральним директором Stripe Патріком Коллісоном, генеральним директором Shopify Тобіасом Лютке та колишнім генеральним директором GitHub Нетом Фрідманом.

## Дивись також
- Notion
- Obsidian
- Roam Research
- Microsoft OneNote
- Семантична мережа
- Цеттелькастен